# Sanctus Adalbertus op. 71
Sanctus Adalbertus op. 71 (potocznie: Duży Wojciech, w odróżnieniu od Małego Wojciecha, czyli op. 72 Salve, Sidus Polonorum) – oratorium autorstwa Henryka Mikołaja Góreckiego na sopran, baryton, chór mieszany i orkiestrę powstałe w latach 1997–1998.
Dzieło powstało z okazji obchodów 750-lecia lokacji Poznania w 1998, ale jego wykonanie nie odbyło się z uwagi na chorobę autora. Następnie utwór zaginął i o jego istnieniu nie było wiadomo nic więcej, poza tym, że powstał. Po śmierci Góreckiego w 2010 kompletną partyturę w przedmiotach pozostałych po autorze odnalazł jego syn. Adaptacji utworu dokonał Marcin Masecki we współpracy z Jerzym Rogiewiczem. Prapremiera wykonania odbyła się w kościele jezuitów w Poznaniu 5 listopada 2016 w ramach festiwalu Nostalgia i obchodów 1050. rocznicy Chrztu Polski.